# Club Sportiv Municipal Târgoviște
Pour les articles homonymes, voir CSM Targoviste.
Maillots
Le Club Sportiv Municipal Târgoviște dit CSM Târgoviște est un club roumain de basket-ball féminin.

## Historique
Il participe à l'Euroligue 2012-2013, accédant pour la première fois à cette compétition. Fin décembre, l'entraîneur et une partie de l'effectif quitte le club en raison de restrictions budgétaires.
En 2014, le club remporte son onzième titre national en disposant du champion 2013 ICIM Arad.

## Palmarès
- Championnat de Roumanie : , 1995, 1996, 2002, 2003, 2004, 2005, 2007, 2009, 2010, 2012, 2014
- Coupe de Roumanie : 2002, 2003, 2004, 2005, 2007, 2009, 2010, 2012, 2013[4]

## Effectif 2012-2013
| Numéro | Nom                | Née le           | Taille | Nationalité | Poste         |
| 5      | Florina Diaconu    | 1er janvier 1982 | 1,70 m | Roumanie    | Meneuse       |
| 7      | Elīna Babkina      | 24 avril 1989    | 1,73 m | Lettonie    | Meneuse       |
| 8      | Milka Bjelica      | 22 juin 1981     | 1,93 m | Monténégro  | Intérieure    |
| 9      | Chioma Nnamaka     | 15 juin 1985     | 1,80 m | Suède       | Arrière       |
| 10     | Maja Miljković     | 11 avril 1988    | 1,75 m | Serbie      | Meneuse       |
| 11     | Ivanka Matić       | 29 mai 1979      | 1,93 m | Serbie      | Intérieure    |
| 12     | Ksenia Tikhonenko  | 11 janvier 1993  | 1,93 m | Russie      | Intérieure    |
| 14     | Jillian Robbins    | 7 février 1984   | 1,90 m | États-Unis  | Ailière forte |
| 15     | Andreea Hutanu     | 17 mai 1983      | 1,85 m | Roumanie    | Ailière       |
| 21     | Romina Filip       | 21 novembre 1989 | 1,74 m | Roumanie    | Arrière       |
| 22     | Natalie Novosel    | 22 novembre 1989 | 1,80 m | États-Unis  | Meneuse       |
| 24     | Ancuta Stoenescu   | 1er janvier 1980 | 1,74 m | Roumanie    | Arrière       |
| 44     | Gabriela Marginean | 12 février 1987  | 1,82 m | Roumanie    | Ailière       |
|        | Florina Pascalau   | 19 janvier 1982  | 1,96 m | Roumanie    | Pivot         |
|        | Claudia Pop        | 5 août 1989      | 1,82 m | Roumanie    | Ailière       |
|        | Monique Currie     | 25 février 1983  | 1,83 m | États-Unis  | Ailière       |
|        | Matee Ajavon       | 7 mai 1986       | 1,73 m | Liberia     | Arrière       |
|        | Jori Davis         |                  |        | États-Unis  | Ailière       |
|        | Ashley Walker      |                  |        | États-Unis  | Ailière       |

Entraîneur :  Yórgos Dikeoulákos puis  Florin Nini
Assistants :   Florin Nini, Theodosios Paralikas
Connaissant des difficultés financières, le club se sépare de plusieurs joueuses (Monique Currie, Elina Babkina, Natalie Novosel, Milka Bjelica et Chioma Nnamaka)fin décembre 2012, alors que Maja Miljkovic, Jillian Robbins et Ksenia Tikhonenko acceptent de réduire leurs salaires et le coach Yórgos Dikeoulákos. Début janvier arrivent trois nouvelles joueuses : l'arrière Jori Davis et les ailières Matee Ajavon et Ashley Walker.